# Géza Gárdonyi
Géza Ziegler, ook bekend onder het pseudoniem Géza Gárdonyi (Agárd, 3 augustus 1863 — Eger, 30 oktober 1922), was een Hongaars schrijver. Hij verwierf in de jaren 1890 faam met de reeks Göre Gábor, waarin hij het boerenleven in een lachspiegel toonde.

## Biografie
Géza Ziegler werd geboren in de Agárdpuszta bij het Velencemeer als zoon van Sándor Ziegler, werktuigkundige op een landgoed, en Terézia Nagy. De familie verhuisde in zijn kindertijd niet minder dan 12 keer. Zo begon hij aan de lagere school te Sály (1870-1873), maar volgde het laatste jaar (1873-1874) in Hejőcsaba, thans een deel van Miskolc.
Zijn middelbareschooltijd bracht hij door aan het internaat van Sárospatak (1874-1876) en aan het gereformeerde gymnasium op het Kálvinplein te Pest (1876-1878). Hij was hulpleraar te Karád (1881-1882), waar hij zijn diploma haalde, daarna te Devercse (1882-1883), Sárvár (1883-1884) en Dabrony (1884-1885), waar hij cantor-organist en leraar werd.
In 1885 trad hij in een ongelukkig huwelijk met Mária Molnár. In 1892 zouden ze scheiden.
Te Győr was hij medewerker van de publicaties Hazánk, Győri Közlöny en Győri Hírlap. In 1886 stichtte hij Tanítóbarát ("leraarsvriend"), een maandblad over onderwijspolitiek. Hij was redacteur van het satirische tijdschrift Garabonciás Diák, eveneens te Győr. Zijn novellen en gedichten verschenen in de bladen te Boedapest. Hij was medewerker aan de tijdschriften Szegedi Hírmondó (1899), Szegedi Napló (1890-1891) en Arad és vidéke (1891). In de herfst van 1891 trok hij naar Pest en werd, met de hulp van Sándor Bródy, secretaris van het panorama-bedrijf van Árpád Feszty. In 1891 won hij de prijs van de Műbarátok Köre ("Kring van de kunstvrienden") met zijn libretto Argyrus. Van 1892 tot 1897 was hij medewerker van het dagblad Magyar Hírlap, waarin hij ook artikels over muziek schreef. In 1897 verhuisde hij met zijn moeder naar Eger.
Sinds 1898 was hij lid van het Petőfi-genootschap en het Natuurwetenschappelijk genootschap. Met kerstmis 1899 begon in de Pesti Hírlap de historische roman Egri csillagok ("sterren van Eger") in afleveringen te verschijnen. Deze roman, waarmee hij wereldberoemd werd, vertelt de succesvolle weerstand van de burchtstad Eger, in 1552, tegen een overmachtig Turks aanvalsleger.
In 1900 en de daaropvolgende jaren reisde hij vaak naar Frankrijk en andere West-Europese landen. In 1902 weigerde het Kisfaludy-genootschap zijn kandidatuur. In 1903, toen hem het lidmaatschap ten slotte werd aangeboden, weigerde hij zelf. Vanaf 1910 was hij corresponderend lid van de Hongaarse Academie voor Wetenschappen MTA, vanaf 1920 erelid. In 1918 werd hij op verzoek van Zsigmond Móricz lid van de Vörösmarty-Academie. In 1919 stelde hij zijn kandidatuur als erevoorzitter van de Hongaarse Schrijversbond, maar werd niet verkozen.
Hij werd begraven in het Bebek-bastion van de burcht van Eger. Thans is zijn huis te Eger een herdenkingsmuseum.

## Trivia
- Gárdony is een deel van Agárd.

## Werken
- A láthatatlan ember (1901) ("De onzichtbare man")
- Ida regénye (1924) ("De roman van Ida")
- Isten rabjai (1908) ("Gevangenen van God")
- A lámpás (1894) ("De lantaarn")
- A bor ("Wijn")
- Egri csillagok ("Sterren van Eger")